# Karl Jenkins

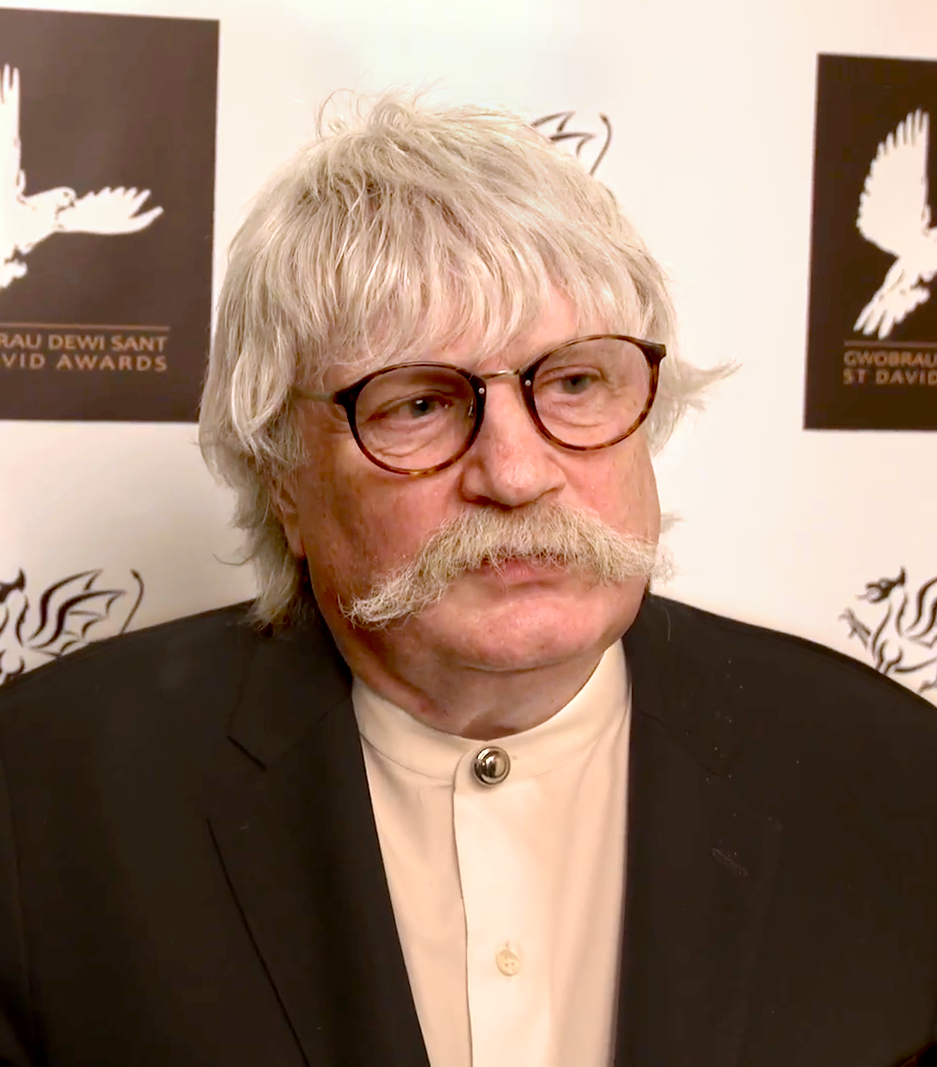
Karl Jenkins (2017)

Sir Karl William Pamp Jenkins CBE (* 17. Februar 1944 in Penclawdd, Wales) ist ein walisischer Keyboarder, Oboist, Saxophonist und Komponist. Er wurde zunächst durch seine Mitgliedschaft in den Gruppen Soft Machine und Adiemus bekannt. Sein wohl bekanntestes Werk ist The Armed Man: A Mass for Peace.

## Leben

### Frühe Jahre
Jenkins erhielt Klavierunterricht von seinem Vater, der im Ort Lehrer, Organist und Chorleiter war. Als Oboist wirkte er im Nationalen Jugendorchester von Wales mit. Seine professionelle Musikerkarriere begann er als Erster Oboist im National Orchestra of Wales. Er studierte an der Cardiff University und an der Royal Academy of Music, wo er in Musik promovierte. Während der Studienzeit an der Royal Academy of Music befasste Jenkins sich auch mit Jazz und wurde Mitglied der Combos von Graham Collier, mit dem die Alben Deep Dark Blue Center (1967), Down Another Road (1969) und Down Another Road at Stockholm Jazz Days ’69 (2023) entstanden.

### Zeit bei Nucleus und Soft Machine
1970 war Jenkins ein Gründungsmitglied von Ian Carrs Sextett Nucleus, mit dem er auch den Bandwettbewerb auf dem Montreux Jazz Festival 1970 gewann. Die Formation war dem Jazzrock stark verbunden. Zu der Band gehörten in den ersten Jahren außerdem der Schlagzeuger John Marshall und der Gitarrist Chris Spedding. Neben dem Bandleader war Jenkins hier der wichtigste Ideengeber. Seine Komposition Torrid Zone deutete schon seinen späteren Stil an. Typisch sind die durchgehend ostinaten Bass-Riffs, über die Bläser und manchmal auch Keyboards langgezogene Melodielinien von sphärischem Charakter ausbreiten. Ebenfalls bezeichnend für Jenkins sind balladenhafte Themen mit überraschend harmonischen Wendungen wie Crude Blues Part 1, auf dem Jenkins (wie auch auf Keith Tippetts Septober Energy) auch auf der Oboe brilliert, was im damaligen Rockjazz-Bereich sehr ungewöhnlich war.
1972 wechselte Jenkins zu Soft Machine. Auch hier stieg er zum wichtigsten Komponisten neben Bandchef Mike Ratledge auf und ersetzte ihn außerdem nach dessen Band-Ausstieg im Jahr 1976 an den Keyboards. Jenkins traf hier wieder auf John Marshall, mit dem er die Gruppe maßgeblich bis zu ihrem letzten LP-Projekt The Land Of Cockayne führte. Jenkins ließ sich außerdem von den Minimal-Music-Experimenten der Band zu eigenen Stücken inspirieren. Ratledge und Soft Machine Bassist Hugh Hopper hatten sich beeinflusst von Terry Riley, Steve Reich und anderen zeitgenössischen Komponisten bereits intensiv mit Tape Loops befasst, die in Stücken wie Outbloody Rageous mit repetitiven Tonfolgen eine Trance-Atmosphäre erzeugten. Statt Tape Loops schichtete Jenkins mehrere manuell gespielte E-Pianos in Stücken wie Soft Weed Factor, Penny Hitch und The Floating World übereinander, um meditative Klangbilder zu erzeugen. Die Soft-Machine-LPs Seventh und Bundles tragen maßgeblich Jenkins kompositorische Handschrift. Gleiches gilt für die folgenden Alben Softs und Alive and Well Recorded in Paris.
Seit 1975 ist er mit der walisischen Musikerin Carol Barratt verheiratet, die auch die Texte zu einigen seiner späteren Werke verfasste.

### Nach 1980
In den 1980er und 1990er Jahren verfasste er überwiegend Werbemusiken (z. B. die berühmte Streichersuite Palladio – inspiriert von Bauten des Renaissance-Architekten Andrea Palladio in Venedig – für einen Fernsehwerbespot von De Beers für Diamanten). Mit dem Ensemble Adiemus gelangen ihm große Erfolge. Hier führte Jenkins mit breit und konzertant angelegten Chor-Arrangements seine musikalischen Erfahrungen zusammen, die von Pop über Symphonik und geistliche Chormusik bis hin zu ethnischer Musik reichten. Mit Adiemus war Karl Jenkins sowohl im Klassik- wie auch im Pop-Bereich sehr erfolgreich und erlangte mit seinen Alben mehrfach Gold- und Platinstatus. Karl Jenkins erfand dafür eine bedeutungslose Sprache, die, speziell für Gesang geeignet, nicht mit Inhalten von der Stimmung ablenken sollte. 2007 war er maßgeblich an Mike Oldfields Album Music of the Spheres beteiligt, das im März 2008 erschien.
Am 12. Juni 2010 wurde Jenkins zum Commander des Order of the British Empire ernannt, am 12. Juni 2015 zum Knight Bachelor erhoben. 2024 wurde ihm der Preis der Europäischen Kirchenmusik zugesprochen.

## Werke

### Bekannte Kompositionen (Auswahl)
The Armed Man (2000)
Zur Zeit des Kosovo-Krieges schuf Jenkins The Armed Man: A Mass for Peace, eine Auftragskomposition für die Royal Armouries, welches im April 2000 in der Royal Albert Hall in London uraufgeführt wurde. Basierend auf einem französischen Lied L’homme armé aus dem 15. Jahrhundert wurden Texte aus verschiedenen Religionen und Epochen vertont.
Requiem (2005)
Für sein Requiem griff Jenkins auf zahlreiche ältere Antiphonen (beispielsweise In paradisum) und Gesänge (beispielsweise Dies irae) zurück, die er bearbeitete und in einen Zusammenhang mit Gedichten aus Japan stellte. Das Werk wurde am 2. Juni 2005 in der Southwark Cathedral uraufgeführt und gewann rasch an Popularität.
Cantata Memoria (2016)
Am 8. Oktober 2016 erfuhr sein chorales Werk Cantata Memoria: For the Children im Wales Millennium Centre die Premiere. Dies ist eine Reaktion auf die Katastrophe von Aberfan von 1966, mit einem Libretto von Mererid Hopwood und beauftragt vom walisischen Fernsehsender S4C. Am Tag nach der Premiere wurde das Konzert auf S4C übertragen und als Album bei der Deutsche Grammophon herausgegeben. Am 15. Januar 2017 folgte die US-Premiere in der New Yorker Carnegie Hall.
One World (2023)
Am 19. November 2023 wurde im Brucknerhaus in Linz Jenkins’ Werk One World als UNESCO Concert for Peace 2023 unter der Gesamtleitung des Komponisten uraufgeführt. Es beschreibt in verschiedenen Sprachen eine zerrissene Welt, in der Menschen das Verständnis füreinander und für die Natur verloren haben. Zentraler Teil ist Nr. 7 „Tikkun Olam – Repair the World“ auf Hebräisch für Mezzosopran-Solo und Chor. Das Werk endet mit der Hoffnung, dass Frühling wieder kommt (Nr. 13 „Sakura, Spring has come“) und die Welt neu entstehen wird (Nr. 14 „The Golden Age Begins Anew“). In Auftrag gegeben wurde es vom World Orchestra for Peace (WOP) und dem World Choir for Peace (WCP), deren Gründer und Leiter Charles Kaye und Nicol Matt an der World Premiere mitarbeiteten.
Weitere Mitwirkende waren als Solistinnen Ruby Hughes (Sopran), Kathryn Rudge (Mezzosopran) und Roderick Williams (Bariton); als Chöre neben dem WCP der Hard-Chor Linz, der Chor des Musischen BORG Linz, der Stay at Home Choir und Mitglieder der Landesjugendchöre Österreichs sowie virtuell zugeschaltete Sängerinnen und Sänger aus über 40 Ländern. Ein Teil der Texte stammt von Jenkins’ Ehefrau Carol Barratt, weiters wurden Texte von u. a. Khalil Gibran, des englischen Dichters Percy Bysshe Shelley und der Bibel verwendet. Das Werk ist bei Decca auf CD erschienen.

### Werkliste (Auswahl)
- Penny Hitch (1973, Album Seven von Soft Machine)
- Adiemus (1994)
- Palladio (1996)
- Eloise (Oper)
- Imagined Oceans (1998)
- The Armed Man: A Mass for Peace (komponiert 1999, uraufgeführt 2000, UK: Gold)[9]
- Dewi Sant, Chor und Orchester (1999)
- Over the Stone (2002), Doppelkonzert für Harfe
- Ave verum (2004) für Bariton
- In These Stones Horizons Sing (2004) für Chor und Orchester
- Requiem (2005)
- Soundtrack zu dem historischen Filmdrama River Queen (2005)
- Stabat Mater (2008)
- Te Deum (2008)
- Stella Natalis (2009)
- Gloria (2010)
- The Peacemakers  (2011)
- Motets (Motetten) (2014)
- Cantata Memoria (2016)[7]
- Symphonic Adiemus (2017)
- Karl Jenkins: Piano (2019)
- Miserere: Songs of Mercy and Redemption (2019)[10]
- The Very Best of (2019, UK: Silber)[11]
- One World (komponiert 2021/2022, UA 2023)[8]

## Autobiografie
- Karl Jenkins, Sam Jackson: Still With the Music. My Autobiography. Elliot and Thompson, London 2015, ISBN 978-1-78396-137-5.